# 黄婆洞
黄婆洞是中国广东省广州市的一个地名，在白云区的白云山北边。

## 名称来源
元朝时，有个叫黄道婆的织衣女子，由于幼年家境贫寒，她便从上海去到海南崖州向黎族人学习纺织。到了黄道婆老年时，她启程返回上海，不过当她经过现今广州白云山北部时，发现这里贫困又落后，她便在那里住下一阵，向当地人传授纺织技巧。后来人们为了纪念她，便将这里命名为“黄婆洞”。

## 历史
太平天国时，李文范在此处进行起义军誓师。
鸦片战争时，三元里的人们在这里设置埋伏来对付英国人。